# Discharge
Discharge (с англ. — «разряд») — британская хардкор-панк-группа, образованная в 1977 году в Сток-он-Тренте Терри Робертсом и Роем Уэйнрайтом. Группа, считающаяся одной из первых в хардкоре, использовала тяжелый гитарный «грайнд» и агрессивный скриминг, а основными темами в её текстах были пацифизм и анархизм. Первый альбом группы Hear Nothing See Nothing Say Nothing (1982) поднялся до 2-го места UK Indie Charts и до 40-го места в общенациональных списках и считается классикой наследия движения UK 82. С приходом гитариста Питера Пёртхилла в стиле группы появились элементы трэша, а в 90-х годах Discharge выпустили несколько альбомов «металлического» звучания, что вызвало недовольство части давних поклонников. В 2001 году первый состав воссоединился и заиграл ту музыку, с которой приобрел известность в начале 80-х.
Discharge оказали большое влияние на развитие многих рок-жанров, включая хардкор, трэш-метал, краст-панк, грайндкор. В числе тех, кто записывал каверы на песни Discharge — Metallica, Anthrax, Sepultura, Napalm Death, Soulfly.

## История группы
Discharge образовались в 1977 в Сток-он-Тренте, когда к Терри «Теззу» Робертсу (вокал) и Рою «Рэйни» Уэйнрайту (гитара) присоединились брат Тони «Боунз» Робертс (гитара), Найджел Бэмфорд (бас) и Тони «Акко» Аткинсон (ударные). После записи демо Аткинсон ушел из состава, и за ним последовал Бэмфорд. Группа пригласила Келвина «Кэла» Морриса (до этого работавшего у них рабочим сцены): он стал вокалистом, Терри перешел за ударные, а Рэйни взял бас.
В музыкальном отношении группа в эти ранние годы руководствовалась в основном примером The Sex Pistols, The Damned и The Clash. С приходом Кэла Discharge отказались от традиционного панк-материала и создали новый репертуар — из песен, которые написал новый фронтмен. В течение следующего года темп песен группы неуклонно возрастал.
Первый концерт новый состав Discharge дал в нортвудском Пэриш-холле. В числе зрителей был владелец местного музыкального магазина Майк Стоун, который незадолго до этого образовал панк-лейбл Clay Records и на концерт группы пришел по её приглашению. В 1980 году Discharge подписали контракт с Clay и здесь выпустили первый сингл «Realities of War». На него обратил внимание Джон Пил и этим предопределил успех: в апреле сингл поднялся до 5-го места в UK Indie Charts, где провёл в общей сложности 44 недели. Вскоре после этого успеха группа впервые выехала за пределы Сток-он-Трента, дав концерты в Лестере, Престоне и Глазго.
В том же году вышли еще два EP, после чего из группы ушел один из её основателей, барабанщик Терри Робертс, позже присоединившийся к UK Subs. Его заменил Дэйв «Бамби» Эллсмир, участник The Insane, но в группе долго не продержался и уступил своё место Гэри Малони из The Varukers.
EP «Why» стал для группы первым инди-чарттоппером. Обозреватель Punknews.org считает, что именно эта пластинка «революционизировала всё, открыв шлюзы для атонального шреддинга хардкор-панка, трэша, дэт-метала и грайнда, а также серьёзным политическим идеалам краст-хардкора». Иэн Гласпер назвал EP «Одной из самых мощных антивоенных пластинок всех времен».
В 1982 году вышел дебютный альбом Hear Nothing See Nothing Say Nothing, который позже по опросу журнала Terrorizer был признан лучшим панк-альбомом всех времен. Альбом поднялся до 2-го места в незаивисмых списках и до 40-го — в общенациональном хит-параде.
Начиная с этого времени группа регулярно гастролировала по Британии, часто вместе с G.B.H. и The Exploited, а также выезжала в США, Канаду, страны Западной Европы и Югославию.
После выхода сингла «State Violence State Control» (1982) из группы ушёл гитарист Тони Робертс; позже он присоединился к брату Терри в Broken Bones. Его заменил Питер «Пуч» Пёртл: с его приходом в музыке группы появились «металлические» влияния. После выхода «Ignorance» Пёртли и Малони ушли из группы и образовали панк-метал-группу HellsBelles. В 1986 году альбом Grave New World вошел в инди-десятку, но своим мейнстримовским звучанием вызвал столь бурную негативную реакцию фэнов, что группа в 1987 году распалась.

### 1991—2000
В 1991 году Моррис реорганизовал Discharge: это произошло после того, как на Clay вышел концертный альбом Live at City Garden, New York City. В новый состав вошли Энди Грин (гитара), басист Энтони Морган и ударник Гарри Малони. В 1991 году группа выпустила альбом Massacre Divine: «металлический» привкус в звучании сохранился, но оно стало жёстче и заострённее. В альбоме Shootin' Up The World (1993) песни утяжелились, появились эксперименты со странными звуковыми структурами (проблизившими группу к трэшу) и еще более странными текстами. Альбом успеха не имел, группа в турне не вышла и распалась вновь.
В 2001 году басист первого состава Бэмфорд собрал коллег и реорганизовал группу в её первом составе. В 2002 году Discharge выпустили титульный альбом, в котором вернулись к агрессивному стилю начала 80-х годов. Вернулся и напряженный D-бит в драмминге, который в сочетании с элементами трэша придал музыке группы сходство со спид-металом. Кэл гастролировать не пожелал и вышел из группы: его заменил Рэт из The Varukers. С выпуском в 2006 году сингла «The Beginning Of The End» металлические влияния исчезли окончательно: группа вернулась к раннему хардкору. С Рэтом группа записала и новый альбом Disensitise который выпустила на собственном лейбле Discharge Records 

### Стиль группы
В начале 80-х годов Discharge стали лидерами движения «UK 82». Наряду с единомышленниками (Chaos UK, The Exploited, Charged GBH) они взяли за основу звучание панка-77, насытили его убойным драммингом и «стеной звука», заимствованную из NWOBHM (Motörhead и др.). В этом заостренном инструментальном стиле взросла и более мрачная, нигилистическая, нередко жестокая (но при этом намного более умная) панк-лирика, которая доносилась до слушателя скорее криком чем пением. Тексты Кэла, в основном, вращались вокруг двух тем: антивоенной и анархической. Они описывали ужасы грядущей ядерной катастрофы и всевозможные социальные язвы капиталистического общества. При этом нередко он вколачивал идею простейшими средствами: типичной в этом смысле была песня «Free Speech for the Dumb», текст которой состоял из многократно повторенной строки, вынесенной в заголовок. Группа выражала свои политические и социальные взгляды и в оформлении обложек, изображая ужасы войны с помощью черно-белых фотографий.
Плотный, компактный драмминг, который группа использовала в начале своей карьеры, получил название ди-бит. Впервые такой стиль был использован лондонской группой The Cortinas в песне «Fascist Dictator», хотя первой D-beat-группой считается The Varukers.
В XXI веке D-beat стал самостоятельным под-жанром хардкора, особенно в Японии, Бразилии и скандинавских странах. Кроме того, многие группы переняв стилистику Discharge (особенно в Швеции), стали называть себя похожим образом, используя в своих названиях приставку «Dis-» (иногда «Des-») и корень «-charge»: Disfear, Disclose, Discard, Recharge и т. п. Группы этого направления также имитировали и оригинальный логотип Discharge.

## Дискография
Альбомы
- Hear Nothing See Nothing Say Nothing (1982) (indie #2, UK Album Chart #40)[5]
- Grave New World (1986) (#8)
- Massacre Divine (1991)
- Shootin' Up The World (1993)
- Discharge (2002)
- Desensitise (2008)
- End Of Days (2016) [9]

### Синглы
- State Violence State Control (1982) (#4 UK Indie Charts)
- The Price of Silence (1983) (#5)
- The More I See (1984) (#3)
- Ignorance (1985) (#7)

### EPs
- Realities of War (1980) (#5)
- Fight Back (1980) (#4)
- Decontrol (1980) (#2)
- Why (1981) (#1)
- Never Again (indie #3, UK Singles Chart #64)[5]
- Warning: Her Majesty’s Government Can Seriously Damage Your Health (1983) (#6)
- Beginning of the End (2006)

### Компиляции
- Never Again (1984) (#13)
- 1980—1986 (1986)
- Protest and Survive (1992)
- Vision of War (1997)
- The Clay Punk Singles Collection (1995)
- Hardcore Hits (1999)
- Society’s Victims (2004)
- Protest & Survive: The Anthology (2020)

### Другие записи
- Demo recording, 1977
- Live at the Lyceum (1981) — CHAOS Cassettes LIVE 001, recorded 24th May 1981. Кассета выпущенная ограниченным тиражом
- Live album: Live at the City Gardens, New Jersey (1989)
- Live album: Live: The Nightmare Continues… (1990) recorded at Tunstall Town Hall, Stoke-on-Trent in 1983
- Tribute album: Discharged (1992)
- Tribute album: In Defence Of Our Future: A Tribute To Discharge (1999)
- Сплит с MG15 (2006)